# Thermalbatterie

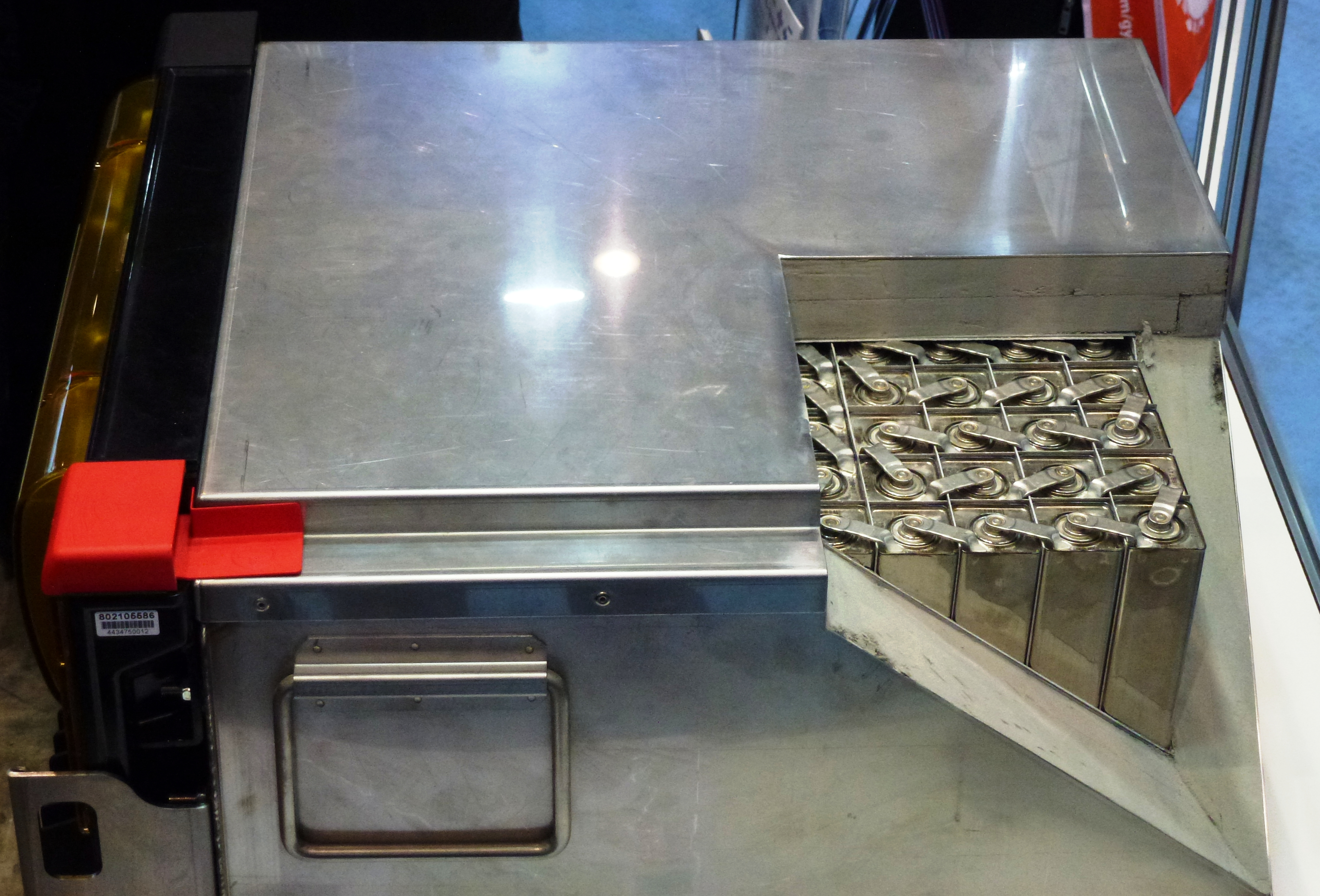
Schnittmodell einer Natrium-Nickel-Batterie mit eingeschweißten Zellen und Wärmedämmung

Als Thermalbatterie (auch Hochtemperaturbatterie) werden Batterien bezeichnet, die im Lagerzustand feste Elektrolyte enthalten und inaktiv sind. Erst bei hohen Temperaturen (200–800 °C) schmelzen die Elektrolyte, wodurch die Batterie aktiviert wird.

## Aufbau
Als Elektrolyte werden Salze wie Natriumchlorid, Kaliumchlorid oder Lithiumchlorid eingesetzt, weswegen diese Batterien auch als Schmelzsalzbatterien bezeichnet werden.
Als Elektrodenmaterial werden eingesetzt:
- für die Anode: Lithiumlegierungen (Lithiumsilicium oder Lithiumaluminium), früher auch Calcium oder Magnesium
- für die Kathode: Chromate oder Sulfide (z. B. Kaliumchromat, Eisensulfid und Cobaltsulfid).

Durch die hohe Temperatur und die Eigenschaften der geschmolzenen Elektrolyte verfügen diese über eine hohe Leitfähigkeit und damit eine hohe Leistungsdichte.

## Einsatz

### Primärzellen
Primärzellen dieses Typs (z. B. spezielle Lithium-Eisensulfid-Batterien) werden bei Anwendungen eingesetzt, bei denen es auf eine sehr lange Lagerfähigkeit und Zuverlässigkeit ankommt und die Einsatzdauer eher gering ist (wenige Sekunden bis Minuten). Bei ihnen wird erst zum Zeitpunkt des Einsatzes der Batterie der Elektrolyt durch eine pyrotechnische Ladung zum Schmelzen gebracht und die Batterie dadurch aktiviert. Solche Batterien werden praktisch ausschließlich im militärischen Bereich und in der Raumfahrt eingesetzt. Sie kommen z. B. in Raketen wie der 9K38 Igla, AIM-9 Sidewinder, BGM-109 Tomahawk zum Einsatz, aber auch in Atombomben. Ein Anwendungsfall war auch die Landephase des Mars Science Laboratory 2012.

### Sekundärzellen
Aber auch Sekundärzellen, d. h. wiederaufladbare Akkumulatoren dieses Typs, wie etwa die Natrium-Nickelchlorid-Batterie (ZEBRA-Batterie) oder der Natrium-Schwefel-Akkumulator, finden seit den 1990er Jahren diverse experimentelle Anwendungen bei Elektroautos und Batterie-Speicherkraftwerken.

## Geschichte
Thermisch aktivierte Batterien wurden in Deutschland schon in der V2-Rakete eingesetzt. Sie wurden von Georg Otto Erb auf Basis von Calciumchromat entwickelt.